# 布卢姆茨伯里派
布卢姆茨伯里派（英語：Bloomsbury Group）又称布卢姆茨伯里同伴，或简称布卢姆茨伯里，是从1904年至第二次世界大战期间，以英国伦敦布卢姆茨伯里地区为活动中心的文人团体。
布卢姆茨伯里派正如其拥护者（“成员”可能显得太正式）都会这样称呼一样，是一个英国艺术家和学者的团体，从1905年左右直到二战期间，这个团体都一直存在。此团体开始时是一个非正式的社团，为剑桥大学新近的毕业生。1899年毕业的有四位成员，其中包括了索比·斯蒂芬，他是弗吉尼亚·伍尔夫的哥哥，瓦妮莎·贝尔的弟弟。他们的住所提供了一个与亲朋相聚的场所，相聚的大多数都是同龄人，不少亦曾是劍橋使徒的成員。
他们在彼此家里相聚，而相聚地点又主要设在伦敦布卢姆茨伯里地区不同。1904年2月，索比·斯蒂芬的父親莱斯利·斯蒂芬去世，四个子女（瓦妮莎、索比、弗吉尼亚、阿德里安）搬到位於布卢姆茨伯里地区的房子居住，这件事对构成这一团体很有帮助。1906年，托比·斯蒂芬逝世，但团体已经足够坚固，因此并没有对其的发展造成太大的阻碍。相反，这一不幸使其成员们联系得更紧密。
虽然这个团体主要以文学的头衔而著名，它的拥护者却活跃于几个不同的领域，包括艺术界、艺评界以及学术界。

## 成员
它的著名作家布卢姆茨伯里派包括十位核心成员：

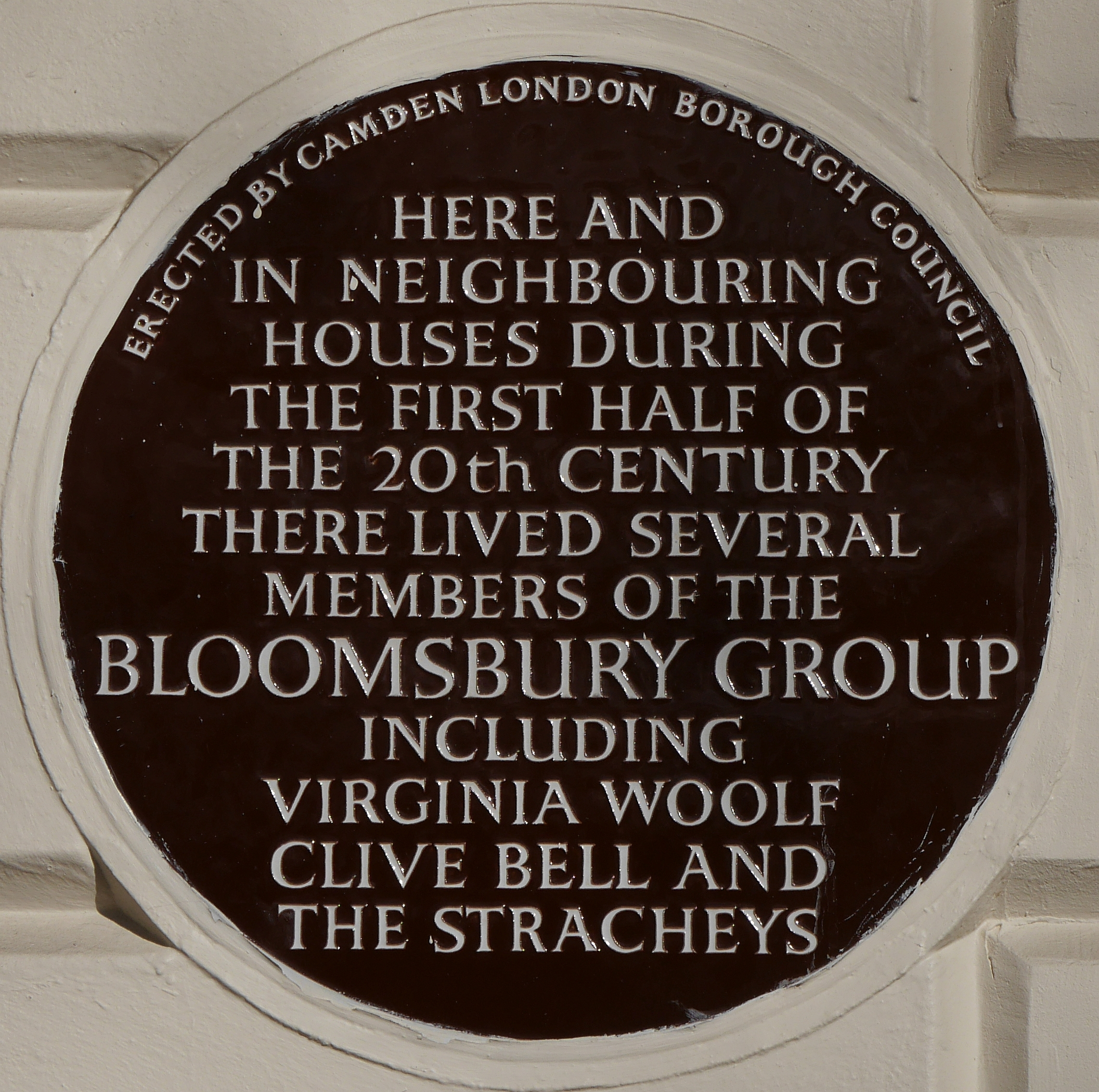
戈登广场51号

- 克莱夫·贝尔，文艺评论家，后来成为瓦妮莎·贝尔的丈夫
- 瓦妮莎·贝尔，后印象派画家，弗吉尼亚·伍尔夫的姐姐
- 愛德華·摩根·福斯特，小说家
- 罗杰·弗莱，文艺评论家、后印象派画家
- 邓肯·格兰特，后印象派画家
- 約翰·梅納德·凱恩斯，经济学家
- 戴斯蒙德·麦卡锡（Desmond MacCarthy），文学记者
- 利顿·斯特雷奇，传记作家
- 伦纳德·伍尔夫，散文家和非小说作家，后来成为弗吉尼亚·伍尔夫的丈夫
- 弗吉尼亚·伍尔夫，小说家

除了上述十人以外，在20世纪60年代，伦纳德·伍尔夫，还将以下人物都列为“老布卢姆茨伯里”：阿德里安·斯蒂芬和卡琳·斯蒂芬（Karin Stephen），萨克森·悉尼·特纳（Saxon Sydney-Turner），和莫莉·麦卡锡（Molly MacCarthy），以及朱利安·贝尔（Julian Bell）、昆汀·贝尔（Quentin Bell）和安吉丽卡·加内特（Angelica Garnett），而大卫·加内特属于后来添加。除了福斯特在1910年《霍华德庄园》大获成功之前就已出版了三部小说外，其他人都是后来成名。
这些成员之间，好些形成了稳定的婚姻，也有各种复杂的其他恋情。利顿·斯特雷奇和他的表弟兼情人邓肯·格兰特，成为斯蒂芬姐妹瓦妮莎·贝尔和弗吉尼亚·伍尔夫的密友。邓肯·格兰特与瓦妮莎·贝尔和阿德里安·斯蒂芬姐弟二人，以及大卫·加内特、约翰·梅纳德·凯恩斯和詹姆斯·斯特雷奇都有过婚外情，而大卫·加内特又成了邓肯·格兰特和瓦妮莎·贝尔的女婿。克莱夫·贝尔于1907年与瓦妮莎结婚，伦纳德·伍尔夫于1912年从锡兰公务员岗位返回，与弗吉尼亚结婚。剑桥使徒的友谊，又将戴斯蒙德·麦卡蒂、他的妻子莫莉和愛德華·摩根·福斯特带入了团体。

## 地点
- 戈登广场
- 蒙克之屋
- 查尔斯顿农舍

布卢姆茨伯里派不仅在他们位于伦敦市中心布鲁姆斯伯里的家中会面，还在乡村别墅聚会。在萨塞克斯郡的雷威斯附近有两座重要的别墅：一处是查尔斯顿农舍，瓦妮莎·贝尔和邓肯·格兰特于1916年搬到这里；另一处是蒙克之屋（Monk's House），现在由 英国国民信托所有， 位于罗德梅尔（Rodmell），1919年由弗吉尼亚·伍尔夫和伦纳德·伍尔夫拥有。